# Oliarus andradana
Oliarus andradana är en insektsart som beskrevs av Van Stalle 1991. Oliarus andradana ingår i släktet Oliarus och familjen kilstritar. Inga underarter finns listade i Catalogue of Life.